# 竹原秀一
竹原 秀一（たけはら ひでかず、2004年4月27日 - ）は、日本の男子競泳選手。
2024年パリオリンピック競泳日本代表。

## 経歴
福岡県宗像市出身。2歳で水泳を始めた。幼稚園時代に福岡市東区から宗像市に引っ越し、地元のスイミングスクールへ通った。